# عقيدة إسلامية
العقيدة أو العقيدة الإسلامية والعقيدة في الإسلام أصل العقيدة في اللغة مأخوذ من الفعل عقد، نقول عقد البيع واليمين والعهد أكّده ووثّقه. وعقد حكمه على شيء لزمه. ومنه الفعل اعتقد بمعنى صدّق. يقال اعتقد فلان الأمر إذا صدّقه وعقد عليه قلبه أي آمن به، ويفهم من هذا أن العقيدة في اللغة تأتي بمعنيين الأول: العقيدة بمعنى الاعتقاد، فهي التصديق والجزم دون شك، أي الإيمان. الثاني: العقيدة بمعنى ما يجب الاعتقاد به. ومن هنا يقولون الإيمان بالملائكة من العقيدة، أي مما يجب الاعتقاد به.
يطلق على ما يؤمن به مسلمو أهل السنة والجماعة من أمور التوحيد وأصول الإيمان، وأن تعلم العقيدة فرض عين على كل مسلم فقد قال الله في سورة الزمر: ﴿وَلَقَدْ أُوحِيَ إِلَيْكَ وَإِلَى الَّذِينَ مِنْ قَبْلِكَ لَئِنْ أَشْرَكْتَ لَيَحْبَطَنَّ عَمَلُكَ وَلَتَكُونَنَّ مِنَ الْخَاسِرِينَ ۝٦٥﴾ [الزمر:65]
أما العقيدة اصطلاحاً: هي التصور الإسلامي الكلي اليقيني عن الله الخالق، وعن الكون والإنسان والحياة، وعما قبل الحياة الدنيا وعّما بعدها، وعن العلاقة بين ما قبلها وما بعدها. فالعقيدة تتناول مباحث الإيمان والشريعة وأصول الدين والاعتقاديات كالإيمان الجازم بالله وملائكته وكتبه ورسله واليوم الآخر والقدر خيره وشره  وسائر ما ثَبَتَ من أُمور الغيب، وأُصول الدين، وما أجمع عليه السلف الصالح، والتسليم التام لله تعالى في الأمر، والحكم، والطاعة، والاتباع لرسوله. فالعقيدة الصحيحة هي الأساس الذي يقوم عليه الدين وتصح معه الأعمال. وهي الثوابت العلمية والعملية التي يجزم ويوقن بها المسلم. وجوهر العقيدة الإسلامية هو (التوحيد) حتى إن العلماء اتخذوه عنوانًا لعلم العقائد كلها، تنبيهًا على أهميته، وتذكيرًا بمنزلته. فالاعتقاد بوحدانية الله عز وجل وتنزيهه عن المثيل والشبيه والشريك، وأنه سبحانه المستحق للعبادة وحده دون سواه، هو أساس العقيدة الإسلامية والمحور الذي تدور حوله مبادئها وأركانها.

## الأساس الذي تقوم عليه العقيدة
تنبع العقيدة من الدين، ونظرًا لأهمية العقيدة الإسلامية وضرورة ثباتها فلها مصدران رئيسان، هما أساس الدين: القرآن الكريم (كلام الله)، والأحاديث الواردة عن النبي ﷺ.
ولذلك، لا بد فيها من التسليم لله تعالى ورسوله ﷺ، وإنَّ خالفت الآراء؛ فالله هو الشارع، والرسول موكل بنقل تلك العقيدة. فجزءٌ كبير منها غيب، والغيب لا تُدركه العقول عادةً، فلا يجب الخوض بها.

## موضوعات علم العقيدة

### محاور موضوعات علم العقيدة
تدور موضوعات علم العقيدة حول 3 محاور، وهي:
1- الذات الإلهية: فتكون عن الله تعالى، من حيث صفاته وما يتنزه عنه ولا يصح بأن يوصف به، وحقوقه على الناس.
2- رسل الله: مكانتهم، وما يجب فيهم، ويجب عليهم، وكذلك ما يجوز في حقهم، ويستحيل، ومالهم على العباد من حق. فتتناول عصمة الرسل من الذنوب وتفصيل ذلك، وكذلك واجب الناس على اتباعهم وتصديقهم في كل ما يقولونه، وغير ذلك.
3- الأمور الغيبية (السمعيات): وهي ما ورد عن الله ورسوله من أمور غيبية ليس للعقل سبيل لمعرفتها، أو إدراكها، ولو مؤقتًا. مثل أشراط الساعة، وأحداث يوم القيامة، وما إلى ذلك.

### مسائل العقيدة
فصل فيها عدد من العلماء، ومنهم عادل الشيخاني، فذكر المسائل المختلفة المثارة في العقيدة، فذكر ما يوافق العقيدة منها وما يخالفها، وصنفها إلى 25 عنوانًا:
2- شعب الإيمان ومسائله.
3- الأشياء المتعلقة بالكفر والشرك والنفاق والردة ونواقض الإيمان.
4- أركان الإسلام.
5- أحكام أهل الذمة وغيرهم من غير المسلمين.
6- الغيبيات، من جنٍ وملائكة وغير ذلك.
7- الإيمان بالرسل، وما لهم وما عليهم.
8- الكرامات.
9- الإيمان بكتاب الله وأنه ليس مخلوقًا.
10- ما يترتب على الإيمان بالقضاء والقدر.
11- الإيمان باليوم الآخر، والأحداث التي وردت عنه في القرآن والأحاديث النبوية.
12- عدم تكفير المسلم إلا بما يوجب التكفير.
13- الشفاعة، وتفاصيلها.
14- التبرك والتوسل، ما يصح فيه وما لا يصح. والرقية الشرعية.
15- علامات الساعة.
16- أحكام الإسلام للمجتمع.
17- الخلافة وطاعة ولي الأمر.
18- الرد على أهل البدع.
19- حقوق الصحابة على المؤمنين.
20- الولاء والبراء.
21- آل البيت، وما يجب لهم.
22- الأمر بالمعروف النهي عن المنكر والجهاد.
23- قبول خبر الآحاد.
24- الفرقة الناجية.
- بينما ذكرها أبو بكر الإسماعيلي في كتابه اعتقاد أئمة أهل الحديث على تعدادٍ أكبر. فذكر كل نقطة وما يوافقها من العقيدة.

### الفرق بين الأصول والفروع في العقيدة
تُقسم أيضًا مسائل العقيدة إلى أصول وفروع، وفي ذلك بعض النزاع حول بعض المسائل أهي من الفروع أم من الأصول، لذلك جاء في كتاب درء تعارض العقل والنقل: «وإذا عرفت أن مسمى أصول الدين في عرف الناطقين بهذا الاسم فيه إجمال وإبهام؛ لما فيه من الاشتراك بحسب الأوضاع والاصطلاحات تبين أن الذي هو عند الله ورسوله وعباده المؤمنين أصول الدين، فهو موروث عن الرسول».
- خُصصت ضوابط لتمييز الأصول عن الفروع، منها ما ذكره الدكتور سعد الشثري في كتابه:[9]

1- أن ما كان دليله قطعياً، فهو من الأصول، وما كان ظنياً، فهو من الفروع.
2- أن الأصول هي العلميات، والفروع هي العمليات.
3- أن الأصول هي الطلبيات، والفروع هي الخبريات (8)
- ما يترتب على الإيمان بالأصول والفروع:

قال في ذلك ابن القيم رحمه الله:
| عقيدة إسلامية | إنهم قسموا الدين إلى مسائل علمية وعملية وسموها أصولا وفروعاً، وقالوا: الحق في مسائل الأصول واحد، ومن خالفه، فهو كافر أو فاسق. وأما مسائل الفروع، فليس لله تعالى فيها حكم معين ولا يتصور فيها الخطأ، وكل مجتهد مصيب لحكم الله تعالى الذي هو حكمه. وهذا التقسيم لو رجع إلى مجرد الاصطلاح لا يتميز به ما سموه أصولاً مما سموه فروعًا، فكيف وقد وضعوا عليه أحكاماً وضعوها بعقولهم وآرائهم... ومنها: إثبات الفروع بأخبار الآحاد دون الأصول، وغير ذلك. وكل تقسيم لا يشهد له الكتاب والسنة وأصول الشرع بالاعتبار، فهو تقسيم باطل يجب إلغاؤه. | عقيدة إسلامية |

## أركان الإيمان الستة
وتشمل العقيدة على ستة أقسام:
- الإيمان بالله.
- الإيمان بالملائكة.
- الإيمان بالكتب السماوية.
- الإيمان بالرسل.
- الإيمان باليوم الآخر.
- الإيمان بالقدر خيره وشره.

## أركان الإسلام
1. شهادة أنّ لا إله إلا الله وأنّ محمداً عبده ورسوله
2. إقامة الصلاة
3. إيتاء الزكاة
4. صوم رمضان
5. حج البيت الحرام لمن استطاع إليه سبيلاً

## كتب في تبيان العقيدة

### ابرز الكتب في العقيدة السلفية
- كتاب التوحيد لمحمد بن عبد الوهاب.
- الأصول الثلاثة لمحمد بن عبد الوهاب.
- كشف الشبهات لمحمد بن عبد الوهاب.
- العقيدة الواسطية لابن تيمية.
- العقيدة الحموية لابن تيمية.
- العقيدة التدمرية لابن تيمية.
- العقيدة الطحاوية لابن تيمية.
- أصول السُّنة، لأحمد بن حنبل.
- خلق أفعال العباد، للبُخاري.
- الشريعة، لأبي بكر الآجُرِّي.
- السُّنة، لعبد الله بن أحمد بن حنبل.
- التوحيد، لابن خُزَيمة.
- السُّنة، لابن أبي عاصم.
- الرد على الزنادقة والجهمية، لأحمد بن حنبل.
- شرح السُّنة، لإسماعيل بن يحيى المزني.
- السُّنة، لأبي بكر الخلاّل.
- التوحيد، لابن منده.
- الإبانة الكبرى، لابن بطة العُكبري.

- عقيدة السلف أصحاب الحديث، لأبي عثمان الصابوني.

- شرح أصول اعتقاد أهل السنة والجماعة، للالكائي.

- اعتقاد أئمة أهل الحديث، لأبي بكر الإسماعيلي.[11][12]

### ابرز الكتب في العقيدة الأشعرية
- أم البراهين، لأبي عبد الله السنوسي، وهو كتاب مستوى أول في العقيدة الإسلامية.
- العقيدة الوسطى، لأبي عبد الله السنوسي.
- شرح العقيدة الكبرى، المسماة عقيدة أهل التوحيد، ويعتبر من الكتب المتقدمة في شرح العقيدة الإسلامية.